# Враня (Благоевградская область)
Враня (болг. Враня) — село в Благоевградской области Болгарии. Входит в состав общины Сандански. Находится примерно в 16 км к юго-востоку от центра города Сандански и примерно в 68 км к югу от центра города Благоевград. По данным переписи населения 2011 года, в селе  проживал 151 человек.

## Население
| Год     | 1934 | 1946 | 1956 | 1965 | 1975 | 1985 | 1992 | 2001 | 2011 |
| ------- | ---- | ---- | ---- | ---- | ---- | ---- | ---- | ---- | ---- |
| Жителей | 553  | 622  | 571  | 507  | 409  | 298  | 238  | 196  | 151  |

| Национальность | Человек | Процент |
| -------------- | ------- | ------- |
| болгары        | 148     | 98,01%  |
| другие         | 3       | 1,99%   |
| Всего ответов  | 151     |         |

|  |